# Ilhéu da Baleia

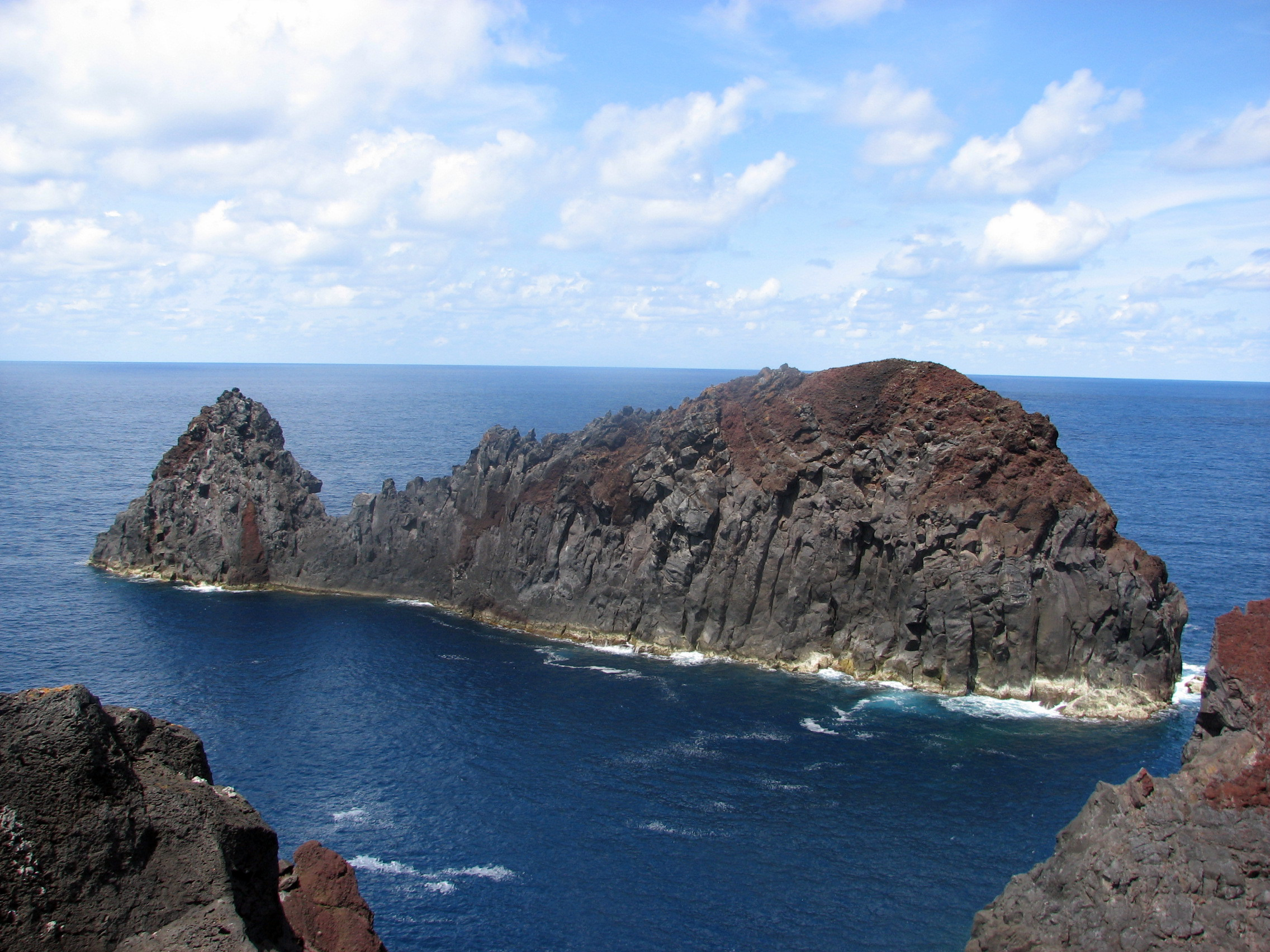
Formação geológica do Ilhéu da Baleia

O Ilhéu da Baleia é uma formação rochosa de origem vulcânica localizada na Baía da Ponta da Barca, concelho de Santa Cruz da Graciosa, ilha Graciosa, Açores.
Esta formação geológica localizada nas Coordenadas geográficas de 39º05´ Norte e de  28º03´ Oeste, no litoral na Baía da Ponta da Barca faz parte de uma área de paisagem protegida, mais precisamente da IBA do Ilhéu da Baleia e da Baía da Ponta da Barca.
A rocha basáltica desta formação apresenta uma cor avermelhada e a forma algo semelhante a uma baleia, cetáceo a que foi buscar o nome.